# NK Vrbas Bugojno
NK Vrbas je bivši bosanskohercegovački nogometni klub iz Bugojna.

## Povijest
Vrbas je najstariji nogometni klub iz Bugojna osnovan 1919. godine na inicijativu Nikole Grgića, Jakova Šandrka i Nedeljka Praljka, bugojanskih studenata koji su iz Zagreba u Bugojno donijeli prvu nogometnu loptu i opremu. Klub je djelovao do 1941. godine, a više puta je mijenjao ime. Godine 1923. je preimenovan u Ahil, 1935. u Građanski, a od 1937. nosi naziv Sloga.
Prvu utakmicu, Vrbas je odigrao s momčadi iz Travnika, a kasnije je često znao igrati prijateljske utakmice s klubovima iz susjednih gradova.

## Poznati igrači
- Stipo Pejak[2]